# Paneci de Leontins
Paneci o Paneti de Leontins (en llatí Panaetius, en grec antic Παναίτιος "Panaítios") fou tirà de Leontins. Va ser el primer que es va elevar al poder amb aquest títol a Sicília.
Fins aquell moment Leontins tenia un govern oligàrquic, però aprofitant una guerra amb Mègara, Paneci, que havia estat nomenat general, va prendre el poder i va establir la tirania. Com que els oligarques havien conservat una part de les forces armades, les va atacar amb els seus homes per sorpresa i les va aniquilar. Això va passar circa el 608 aC, segons diu Poliè.
Després de Paneci, que no se sap quants anys va governar, es va restablir la república.